# Serra del Pi de Moió
La Serra del Pi de Moió és una serra situada al municipi de Subirats a la comarca de l'Alt Penedès, amb una elevació màxima de 527 metres.